# Singapore Pools
Singapore Pools (Private) Limited – państwowe przedsiębiorstwo loterii działające w Singapurze. Jako spółka w 100% należąca do Tote Board, jest jedynym legalnie uprawnionym operatorem loterii w kraju.

## Historia
Singapore Pools został utworzony 23 maja 1968 roku w celu zwalczania nielegalnego hazardu w Singapurze. Oferował obywatelom legalną możliwość udziału w loteriach, przeciwdziałając rozbudowanej sieci nielegalnych zakładów. Od 1 maja 2004 roku Singapore Pools podlega Tote Board, statutowej agencji działającej przy Ministerstwie Finansów. Działalność przedsiębiorstwa regulują Ministerstwo Spraw Wewnętrznych oraz Ministerstwo Rozwoju Społecznego i Rodziny.  
Spółka działa jako organizacja „non-profit”, a nadwyżki trafiają do Tote Board, które wspiera cele charytatywne, sport, kulturę oraz infrastrukturę. Środki te przyczyniły się m.in. do budowy dawnego Stadionu Narodowego, Singapore Indoor Stadium, kompleksu Esplanade – Theatres on the Bay oraz ogrodów Gardens by the Bay.  
29 września 2016 roku Ministerstwo Spraw Wewnętrznych ogłosiło, że Singapore Pools otrzymało zwolnienie na mocy Remote Gambling Act z 2014 roku, umożliwiające oferowanie gier liczbowych (4D, TOTO), a także zakładów sportowych i wyścigowych online oraz telefonicznie – pod ścisłymi regulacjami mającymi zapobiegać nadużyciom.  